# Gamasiphis spinulosus
Gamasiphis spinulosus är en spindeldjursart som beskrevs av Wolfgang Karg 1995. Gamasiphis spinulosus ingår i släktet Gamasiphis och familjen Ologamasidae. Inga underarter finns listade i Catalogue of Life.